# Replaceable You
Replaceable You, titulado Eres reemplazable en Hispanoamérica y Reemplazable tú en España, es el cuarto episodio de la vigesimotercera temporada de la serie de animación Los Simpson, estrenado en la cadena Fox en Estados Unidos el 6 de noviembre de 2011. En el episodio, Homer consigue una nueva asistente llamada Roz, quién está secretamente para robar su trabajo. Mientras tanto, Bart se une a Martin para la próxima feria de ciencias de la Escuela Primaria de Springfield, la construcción de focas robot bebés que populariza con la tercera edad en el Springfield Retirement Castle. La actriz estadounidense Jane Lynch interpretó el papel de Roz. «Replaceable You» fue visto por aproximadamente ocho millones de espectadores durante su emisión original y recibió críticas mixtas de los críticos. 

## Sinopsis
Un día Homer encuentra en su estación de trabajo a su nueva asistente de Ohio llamada Roz. Pero, al principio piensa que ella es muy buena y no hará nada en su contra. Un día Homer se fuga de su trabajo para ver una película y encuentra a su jefe (El Sr. Bunrs) en su casa y lo pone como el nuevo asistente de Roz. Con el tiempo Homer se da cuenta de que Roz es mala con el y gracias a Ned Flanders, descubre que la debilidad de ella es que la toque y utilizara eso en contra de Roz para que la despidan y así el recupere su trabajo.
Mientras, Bart con ayuda de Martin Prince construyen una adorable foca bebe robot para el concurso de ciencias de la escuela, pero esta tiene un defecto, si se cruzan los cables, puede ser muy feroz. Logran ganar el primer lugar para envidia de Lisa y deciden dar la mascota al asilo de ancianos. Construyen más mascotas y hacen a los ancianos más felices, pero las funerarias aprovecharan el defecto de las mascotas para que tengan más clientes matando a una anciana del asilo.
Bart y Martin le piden ayuda al Profesor Frink para sacar a las focas de la cárcel controlándolas por control remoto y devolviéndolas al asilo haciendo que los ancianos sean felices de nuevo.

## Producción

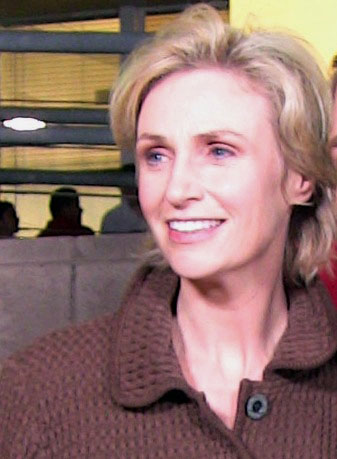
Jane Lynch fue la estrella invitada en el episodio como Roz.

El episodio fue escrito y dirigido por Stephanie Gillis y Mark Kirkland respectivamente. La actriz estadounidense Jane Lynch fue la estrella invitada en el episodio como Roz. El productor ejecutivo Al Jean señaló en una entrevista con Entertainment Weekly que fue fácil de elegir a Lynch, ya que «ella puede hacer el borde, la dulzura y una mezcla de ambos». Señaló además que el equipo estaba feliz cuando accedió a tomar el papel, y que estaba «avergonzado de [el programa] no preguntarle antes de que ella fuera tan exitosa, porque ella es graciosa en todo lo que hace».